# 邑樂郡
邑樂郡（日语：／ Ōra gun */?）是群馬縣的一郡。人口107,872人、面積132.32km²。（2003年）
現轄有以下5町：
- 板倉町
- 明和町
- 千代田町
- 大泉町
- 邑樂町